# Ле-Лозе-Юбай
Ле-Лозе́-Юба́й (фр. Le Lauzet-Ubaye, окс. Lo Lauset) — коммуна во Франции, находится в регионе Прованс — Альпы — Лазурный Берег. Департамент коммуны — Альпы Верхнего Прованса. Главный город кантона Ле-Лозе-Юбай. Округ коммуны — Барселоннет.
Код INSEE коммуны — 04102.

## Население
Население коммуны на 2008 год составляло 230 человек.
| 1962 | 1968 | 1975 | 1982 | 1990 | 1999 | 2008 |
| ---- | ---- | ---- | ---- | ---- | ---- | ---- |
| 293  | 253  | 221  | 241  | 212  | 203  | 230  |

## Экономика
В 2007 году среди 157 человек в трудоспособном возрасте (15—64 лет) 119 были экономически активными, 38 — неактивными (показатель активности — 75,8 %, в 1999 году было 62,1 %). Из 119 активных работали 102 человека (63 мужчины и 39 женщин), безработных было 17 (10 мужчин и 7 женщин). Среди 38 неактивных 8 человек были учащимися или студентами, 22 — пенсионерами, 8 были неактивными по другим причинам.

## Достопримечательности
- Дольмен Вийар
- Церковь Сен-Лоран (1715 год)
- Замок Турнике (XIV век, разрушен в 1693 году)
- Римский мост
- Батарея Дурмийуз (часть линии Мажино)
- Часовни: Драмонаск, Сен-Пол, Сен-Пьер, Сен-Жозеф

## Фотогалерея
- Церковь Сен-Лоран
- Римский мост
- Дольмен Вийар
- Озеро Ле-Лозе